# 파이브 세컨즈 오브 서머
파이브 세컨즈 오브 서머(5 Seconds of Summer, 이하 5SOS)는 호주의 팝 록 밴드이다. 리드 보컬 루크 헤밍스(Luke Hemmings), 기타 마이클 클리포드(Michael Clifford), 베이스 캘럼 후드(Calum Hood) 그리고 드럼 애쉬턴 어윈(Ashton Irwin) 등 네 명으로 이루어져 있는 5SOS는 평균 나이 18세로 이루어진 록 밴드로 2011년부터 2012년 동안 여러 가수의 노래를 커버한 영상을 유튜브에 업로드 하는 유튜버였으나 2013년 원 디렉션(One Direction) 테이크 미 홈 투어(Take Me Home Tour)의 오프닝 무대를 장식하며 주목을 받기 시작했다. 사실 상의 데뷔 곡인 <She Looks So Perfect>를 발표하며 빌보드 핫 100에서 24위, 영국과 호주 등 11개 국가 음악 차트에서 1위를 기록하며 이름을 알렸다. 또한 <She Looks So Perfect>는 대한민국에서 <카카오 뮤직룸-친구의 뮤직룸을 듣다>의 광고음악으로 사용되었다.
2014년 6월 첫 번째 정규 앨범인 <5 Seconds Of Summer>을 발표하였다. 대표 곡으로는 <Don't Stop> <Good Girls> <Amnesia> 등 이 있으며 <Amnesia>는 삼성전자의 갤럭시 노트 엣지 광고에 삽입되었다. 2015년 10월 23일에는 두 번째 정규 앨범 <Sounds Good Feels Good>을 발표하고 빌보드를 비롯한 여러 국가 음원 차트의 앨범순위에서 1위를 차지했다. 대표곡으로는 <She's Kinda Hot> <Hey Everybody>-(이곡은 타임지에 의해서 2015년 최악의 송 탑 10에 선정되었다) <Jet Black Heart> <Money> 등이 있다.

## 역사

### 2011년 - 2012년: 결성 - 데뷔
2011년 노웨스트 크리스천 칼리지(Norwest Christian College)에 다니고 있던 루크 헤밍스, 마이클 클리포드, 캘럼 후드로부터 시작한 5SOS는 루크의 유튜브 채널에 유명한 곡들을 커버한 영상을 올리며 밴드 활동을 시작하였다.
14세였던 루크의 첫 영상은 2011년 2월 3일 업로드된 마이크 포즈너 Please Do not Go의 커버 곡이며 크리스 브라운 Next to You의 커버는 600,000 이상의 조회 수를 받았다.
2011년 12월, 드러머 애쉬턴 어원이 밴드에 들어오면서 4인조 밴드가 완성되었다.
5SOS는 메이저 레이블들로부터 관심을 끌었고 소니/ATV 뮤직 퍼블리싱과 계약을 맺었다. 또한, 페이스북과 트위터 이외의 홍보가 없었음에도 첫 번째 EP인 Unplugged는 오스트레일리아의 아이튠즈 차트에서 3위를 기록하였고 뉴질랜드와 스웨덴에서도 20위권을 기록하였다. 그리고 영국의 팝 보이 밴드인 원 디렉션의 멤버 루이 톰린슨이 5SOS의 Gotta Get Out의 동영상 링크와 함께 트윗하여 전 세계 사람들의 관심을 받게 되었다.
2012년 11월 19일에 공개된 첫 번째 싱글 Out of My Limit은 24시간 만에 100,000 이상의 조회 수를 기록 하였고 비디오 링크를 나일 호란이 트윗하며 다시 한 번 대중의 주목을 받게 되었다.

### 2013년 - 2014년:5 Seconds of Summer
2013년 2월 14일, 원 디렉션의 월드 투어인 테이크 미 홈 투어(Take Me Home Tour)에 참여하는 것을 발표하였고 영국, 미국, 오스트레일리아, 뉴질랜드에서의 공연에 참여하였다.
테이크 미 홈 투어(Take Me Home Tour) 이후 오스트레일리아로 귀국하여 전국 헤드라이닝 투어를 열었으며 표는 몇 분 만에 매진되었다. 테이크 미 홈 투어(Take Me Home Tour)와 전국 헤드라이닝 투어 이후 5SOS는 인기를 얻으며 유명해지기 시작하였다.
2013년 11월 21일, 캐피톨 레코드와 계약을 맺었다고 발표하였다.
2014년 2월 5일, 아이튠즈 스토어를 통해 싱글 She Looks So Perfect를 사전예약주문을 받았다.
2014년 3월 5일, 미국, 캐나다, 영국과 유럽에서 열리는 원 디렉션의 2014 웨어 위 아 투어(Where We Are Tour)에 다시 한 번 참여할 것이라고 발표했다.
2014년 4월 9일, 세 번째 EP인  She Looks So Perfect가 빌보드 200에서 2위를 기록하였고, 같은 해 5월 9일, 두 번째 싱글인 Don't Stop을 발표하여 영국 싱글 차트에서 2위를 기록하였다.
2014년 6월 27일, 첫 번째 셀프 타이틀 정규 앨범인 5 Seconds of Summer를 발매하여 케랑!상을 수상 했으며 빌보드 차트에서 1위, 13개국에서 1위 그리고 26개국에서도 10위권을 기록하였다.
2014년 12월 15일, 첫 라이브 앨범 LIVESOS을 발표했다.

### 2015년 - 현재:Sounds Good Feels Good 그리고 Youngblood
2015년 5월, 유럽, 오스트레일리아, 뉴질랜드, 북미에서 열리는 첫 헤드라이닝 투어 Rock Out with Your Socks Out Tour를 시작하였다. 7월 17일, 두 번째 정규앨범의 곡인 She's kinda Hot을 싱글로 발표하였고, 같은 해 10월 9일, Sounds Live Feels Live World Tour가 2016년 아시아, 영국, 아일랜드, 북미 등에서 열릴 것이라고 발표하였다.
2015년 10월 23일, 두 번째 정규 앨범이 되는 Sounds Good Feels Good을 발표하였다. 영화 고스트버스터즈의 사운드 트랙 Ghostbusters (Original Motion Picture Soundtrack)에 수록되는 Girls Talk Boys를 2016년 7월 15일 발매하였다.
2017년 1월 13일 발매된 ONE OK ROCK의 8집, Ambitions의 14번 트랙 Take What You Want에 피쳐링으로 참여하였다.
같은 해 4월 13일, 5SOS가 포함된 펜타포트 락 페스티벌 1차라인업이 공개되어 내한이 확정되었다. 2017 펜타포트 록 페스티벌은 8월 11일부터 13일까지 열리며 5SOS는 13일 공연이다.
2018년 2월 22일, 새 싱글 Want You Back을 발매하였다.

## 구성원
- 루크 헤밍스(Luke Hemmings) - 리드 보컬, 리듬 기타
  - 출생: 1996년 7월 16일(28세)[24]

- 마이클 클리포드(Michael Clifford) - 기타, 보컬
  - 출생: 1995년 11월 20일(29세)[25]

- 캘럼 후드(Calum Hood) - 베이스 기타, 보컬
  - 출생: 1996년 1월 25일(29세)[26]

- 애쉬튼 어윈(Ashton Irwin) - 드럼, 보컬
  - 출생: 1994년 7월 7일(30세)[27]

## 음악 스타일과 영향
5SOS의 음악스타일은 팝 펑크, 팝 록, 파워 팝등으로 묘사되며 롤링 스톤지는 "emo-gone-pop"이라고 명명하였다. 영향을 받은 아티스트로는 맥플라이, 블링크-182, 올 타임 로우, 메이데이 퍼레이드, 그린 데이, 보이즈 라이크 걸즈, 버스티드 등이 있다.

## 음반목록

### 정규 앨범
| 앨범                                              | 설명                                                                             | 순위 | 순위 | 순위 | 순위 | 순위 | 순위 | 순위 | 순위 | 순위 | 순위 | 판매량                        | 인증                                                                  |
| 앨범                                              | 설명                                                                             | AUS  | BEL  | CAN  | DEN  | FRA  | IRE  | NL   | NZ   | UK   | US   | 판매량                        | 인증                                                                  |
| ------------------------------------------------- | -------------------------------------------------------------------------------- | ---- | ---- | ---- | ---- | ---- | ---- | ---- | ---- | ---- | ---- | ----------------------------- | --------------------------------------------------------------------- |
| 5 Seconds of Summer                               | - 발매: 2014년 6월 27일 - 레이블: 캐피톨 레코드 - 포맷: CD, 디지털 다운로드      | 1    | 1    | 1    | 1    | 4    | 1    | 1    | 1    | 2    | 1    | - UK: 240,664 - US: 734,000   | - ARIA: Platinum - BPI: Gold - MC: Platinum - RMNZ: Gold - RIAA: Gold |
| Sounds Good Feels Good                            | - 발매: 2015년 10월 23일 - 레이블: 캐피톨 레코드 - 포맷: CD, 디지털 다운로드, LP | 1    | 2    | 1    | 3    | 12   | 1    | 1    | 2    | 1    | 1    | - US: 496,000 - WW: 1,000,000 | - BPI: Gold                                                           |
| Youngblood                                        | - 발매: 2018년 6월 22일 - 레이블: 캐피톨 레코드 - 포맷: CD, 디지털 다운로드, LP  | 1    | 3    | 3    | 7    | 43   | 3    | 2    | 2    | 3    | 1    | - US: 117,000                 |                                                                       |
| "—" 순위에 들지 않았거나 그 지역에 발매되지 않음. |                                                                                  |      |      |      |      |      |      |      |      |      |      |                               |                                                                       |

### 라이브앨범
| 앨범    | 설명                                                 | 순위 | 순위 | 순위 | 순위 | 순위 | 순위 | 순위 | 순위 | 판매량       | 인증 |
| 앨범    | 설명                                                 | AUS  | BEL  | FRA  | IRE  | NL   | NZ   | UK   | US   | 판매량       | 인증 |
| ------- | ---------------------------------------------------- | ---- | ---- | ---- | ---- | ---- | ---- | ---- | ---- | ------------ | ---- |
| LiveSOS | - 발매: 2014년 12월 15일 - 포맷: CD, 디지털 다운로드 | 7    | 41   | 135  | 20   | 26   | 23   | 31   | 13   | - US: 66,541 |      |

### EP
| Unplugged                                         | - 발매: 2012년 6월 26일 - 포맷: 디지털 다운로드         | —  | —  | — |               |
| Somewhere New                                     | - 발매: 2012년 12월 7일 - 포맷: CD, 디지털 다운로드     | —  | 36 | — |               |
| She Looks So Perfect                              | - 발매: 2014년 3월 23일 - 포맷: CD, 디지털 다운로드     | 25 | —  | 2 | - US: 316,000 |
| Don't Stop                                        | - 발매: 2014년 6월 15일 - 포맷: CD, 디지털 다운로드     | —  | —  | — |               |
| Amnesia                                           | - 발매: 2014년 9월 5일 - 포맷: CD, 디지털 다운로드, LP  | —  | —  | — |               |
| Good Girls                                        | - 발매: 2014년 11월 14일 - 포맷: CD, 디지털 다운로드    | —  | —  | — |               |
| She's Kinda Hot                                   | - 발매: 2015년 8월 28일 - 포맷: CD, 디지털 다운로드, LP | —  | —  | — |               |
| "—" 순위에 들지 않았거나 그 지역에 발매되지 않음. |                                                         |    |    |   |               |